# Parotocinclus doceanus
Parotocinclus doceanus är en fiskart som först beskrevs av Miranda Ribeiro, 1918.  Parotocinclus doceanus ingår i släktet Parotocinclus och familjen Loricariidae. Inga underarter finns listade i Catalogue of Life.